# Giovanni Pio
Giovanni Pio fou fill de Marco I Pio i a la seva mort el 1418, el va succeir com a cosenyor de Carpi, juntament amb els seus tres germans menors d'edat, Alberto II, Galasso II i Giberto II. Giovanni va supervisar el feu fins a la seva mort el 1431.